# Vítejte v Hollywoodu
Vítejte v Hollywoodu (v anglickém originále Welcome to Hollywood) je americká filmová komedie z roku 2000. Režisérem filmu je duo Tony Markes a Adam Rifkin. Hlavní role ve filmu ztvárnili Adam Rifkin, Tony Markes, David Andriole, Jane Jenkins a Scott Wolf.

## Obsazení
| Adam Rifkin         | sebe        |
| Tony Markes         | Nick Decker |
| David Andriole      | David Lake  |
| Jane Jenkins        | casting     |
| Scott Wolf          | herec       |
| Tom Arnold          |             |
| Halle Berryová      |             |
| Sandra Bullock      |             |
| Glenn Close         |             |
| Cameron Diaz        |             |
| Carmen Electra      |             |
| Laurence Fishburne  |             |
| Peter Fonda         |             |
| Jeff Goldblum       |             |
| Cuba Gooding Jr.    |             |
| Woody Harrelson     |             |
| David Hasselhoff    |             |
| Salma Hayek         |             |
| Evander Holyfield   |             |
| Dennis Hopper       |             |
| Matthew McConaughey |             |
| Ewan McGregor       |             |
| Julianne Moore      |             |
| Will Smith          |             |
| Mira Sorvino        |             |
| John Travolta       |             |
| Joel Schumacher     |             |